# جاك كيربي (لاعب كرة قدم)
جاك كيربي (بالإنجليزية: Jack Kirby)‏ (30 سبتمبر 1910 في المملكة المتحدة - 15 يونيو 1960 بدربي في المملكة المتحدة) هو لاعب كرة قدم بريطاني (وحمل سابقاً جنسية المملكة المتحدة لبريطانيا العظمى وأيرلندا) في مركز حراسة المرمى. لعب مع ديربي كاونتي ونادي فوكستون.